# Нчанга
Нчанга (на английски: Nchanga) е град в централната част на Северна Замбия, провинция Копърбелт. Близо е до границата с Демократична република Конго. Основан е през 1939 г. Има жп гара, от която на север се пътува до Демократична република Конго, а на юг към градовете Муфулира, Китуе и Ндола. Заедно със съседния град Чингола образуват център на медодобивна промишленост. Население около 18 000 жители към 2002 г.